# Paulistki
Paulistki, Zgromadzenie Sióstr Świętego Pawła, Siostry Świętego Pawła, żeńskie zgromadzenie zakonne założone 15 czerwca 1915 roku przez bł. ks. Jakuba Alberione w Albie (we Włoszech), a zatwierdzone 15 marca 1953 przez papieża Piusa XII.

## Historia
Siostry Świętego Pawła są pierwszym żeńskim zgromadzeniem Rodziny Świętego Pawła, zgromadzenie zostało założone 15 czerwca 1915 roku przez bł. ks. Jakuba Alberione w Albie (we Włoszech). Swój obecny kształt zgromadzenie przybrało w 1916 roku. W roku 1922 pierwszą przełożoną generalną została Tekla Teresa Merlo (zwaną również Pierwszą Mistrzynią) którą prawie 70 lat później Jan Paweł II ogłosił Sługą Bożym.
Dzisiaj paulistki są obecne w 50 krajach na całym świecie.

## Paulistki w Polsce
Pierwsze próby założenia polskiej prowincji zgromadzenia Sióstr Świętego Pawła były nieudane z powodu II wojny światowej. Dopiero w 1986 roku został utworzony pierwszy dom paulistek w Polsce. Prowadzą wydawnictwo Paulistki wydające książki, muzykę, filmy itp.

## Apostolstwo
Celem zgromadzenia jest "ewangelizacja za pomocą współczesnych środków przekazu" (cel identyczny z celem Towarzystwa Świętego Pawła).

## Habit
Spódnica i kamizelka w kolorze avion lub granatowym, welon w kolorze avion, szara lub biała bluzka; znak zgromadzenia: grecki krzyż - poziome ramię w kształcie książki, symbolizujące Ewangelię, pionowe składa się z anteny telewizyjnej, taśmy i płyty, symbolizujących środki społecznego komunikowania, po drugiej stronie krzyża popiersie św. Pawła i napis "Secundum Evangelium meum".